# Heliocypha yunnanensis
Heliocypha yunnanensis là loài chuồn chuồn trong họ Chlorocyphidae. Loài này được Zhou & Zhou mô tả khoa học đầu tiên năm 2004.